# Центральная контрольная комиссия КПСС
Центра́льная контро́льная коми́ссия РКП(б), ВКП(б), КПСС (сокращённо ЦКК) — высший контрольный орган Коммунистической партии Советского Союза в 1920—1934 гг. и в 1990—1991 гг.

## История
В 1920—1921 гг. существовала единая Контрольная комиссия, которая в 1921 г. была разделена на ЦРК (ответственную за финансовый контроль) и ЦКК (ответственную за контроль партийной дисциплины). Центральная Контрольная комиссия (ЦКК) была сформирована по инициативе В. И. Ленина с целью борьбы с нарушениями дисциплины, партийной этики, с «моральным разложением» коммунистов. Члены Центральной контрольной комиссии ВКП(б) на объединённых пленумах Центральной контрольной комиссии ВКП(б) и Центрального комитета ВКП(б) имели право решающего голоса. В это же время был создан Народный Комиссариат Рабоче-Крестьянской инспекции (РКИ, Рабкрин) для осуществления контрольных функций над аппаратом государственного управления. Формирование органов партийного контроля было логичным завершением процесса утверждения в стране однопартийной диктатуры коммунистической партии. Институт партийного контроля являлся неотъемлемой частью организационной структуры партии. Создание органов партийного контроля обуславливалось рядом обстоятельств: отсутствием эффективной связи между центральными и региональными партийными организациями, необходимостью контроля исполнения директив ЦК и Политбюро ЦК РКП (б), моральной деградацией членов низовых партийных организаций, коррупцией, пьянством, шкурничеством, злоупотреблением властью.
Согласно Уставу, состав ЦКК избирался Съездом партии, члены ЦКК не могли быть одновременно и членами ЦК. Местными контрольными органами РКП(б) (с 1925 — ВКП(б)) были областные контрольные комиссии, окружные контрольные комиссии, районные контрольные комиссии, городские контрольные комиссии и т. д.
Рекордно большой состав ЦКК — около 120 членов — был избран на XV съезде ВКП(б) в 1927 году.
Формально контрольные комиссии обладали автономией, но, ввиду согласования их деятельности с президиумами партийных комитетов, члены органов партийного контроля стали превращаться в штатных сотрудников партийных аппаратов. В аппаратной иерархии РКП(б) члены ЦКК были поставлены на верхнюю ступень, их статус приравнивался к статусу членов ЦК. Таким образом, работники органов партийного контроля превращались в привилегированную прослойку социальной структуры советского государства.
- В 1934—1952 гг. — вместо ЦКК существовала Комиссия партийного контроля при ЦК ВКП(б),
- В 1952—1990 гг. — Комитет партийного контроля при ЦК КПСС.
- В 1962—1965 гг. — Комитет партийно-государственного контроля ЦК КПСС и Совета министров СССР — произошло объединение КПК при ЦК КПСС и Комитета государственного контроля Совета министров СССР.

Непосредственно делами КПСС в этот период занималась Партийная комиссия при ЦК КПСС. В отличие от прежней ЦКК, состав КПК не избирался на съезде, а утверждался ЦК КПСС (фактически — Секретариатом ЦК КПСС).
КПК при ЦК КПСС являлся центральным контрольным органом партии. По Уставу КПСС этот орган проверял соблюдение членами и кандидатами в члены КПСС партийной дисциплины, привлекал к ответственности функционеров, виновных в нарушении Программы и Устава партии, партийной и государственной дисциплины, рассматривал апелляции на решения об исключении из КПСС и партийных взысканиях. Одной из форм деятельности КПК при ЦК КПСС было рассмотрение на заседаниях персональных дел коммунистов.
Пример рассмотрения персональных дел членов КПСС на рубеже 1960-х годов отражён и запечатлён в заключительной серии многосерийного советского российского кинофильма «Вечный зов» (СССР/РСФСР-РФ, киностудия «Мосфильм», 1973—1983 годы, режиссёры-постановщики Владимир Краснопольский и Валерий Усков) — рассмотрение персонального дела бывшего 1-го секретаря Шантарского районного комитета ВКП(б)/КПСС Петра Петровича Полипова (главная роль актёра театра и кино СССР/РСФСР-РФ Юрия Смирнова) в ходе специально созванного (так именно по фильму — слова 1-го секретаря обкома КПСС — главная роль актёра театра и кино СССР/РСФСР-РФ Василия Корзун) бюро областного комитета КПСС и контрольного органа областной партийной организации.
До 1934 года на должность Председателя ЦКК назначался кто-либо из авторитетных членов Политбюро сроком на 2-3 года (поскольку членство в ЦКК нельзя было совмещать с членством в ЦК).
В 1934—1946 годы Председатель КПК был по совместительству секретарём ЦК ВКП(б) и членом Оргбюро ЦК ВКП(б).
Деятельность органов партийного контроля во многом помогла не только уменьшить в партии количество нарушителей партийных и этических норм, но и несколько улучшить низкое качество системы управления. Важным элементом партийного контроля стало отсутствие общественного контроля над советской политической системой снизу. Выборность органов партийного контроля быстро стало формальной процедурой, которая была под контролем местной партконференции, выдвигавшей кандидатов, не имевших фактически политических конкурентов.
В соответствии с резолюцией XIX партийной конференции было предложено, в целях совершенствования контрольно-ревизионной работы в партии, обеспечения надежных гарантий против субъективизма, самоуправства, влияния личных и случайных обстоятельств на партийную политику предлагается создать единый контрольный орган — Центральную контрольную комиссию КПСС, упразднив КПК при ЦК КПСС и Центральную Ревизионную Комиссию КПСС. На XXVIII съезде КПСС в 1990 г. КПК при ЦК КПСС и ЦРК КПСС были объединены в единый орган — ЦКК КПСС.
Центральная Контрольная Комиссия КПСС в своей деятельности руководствовалась Уставом КПСС и положением, утверждаемым съездом партии. На своем Пленуме она избирала Президиум ЦКК КПСС.

## Руководители
В 1920—1923 должности руководителя ЦКК не существовало, её деятельность на общероссийском уровне курировал нарком РКИ (И. В. Сталин).
Председатель ЦКК РКП(б) — ВКП(б):
- Куйбышев, Валериан Владимирович (1923—1926)
- Орджоникидзе, Григорий Константинович (1926—1930)
- Андреев, Андрей Андреевич (1930—1931)
- Рудзутак, Ян Эрнестович (1931—1934)

Председатель Комиссии партийного контроля при ЦК ВКП(б):
- Каганович, Лазарь Моисеевич (1934—1935)
- Ежов, Николай Иванович (1935—1939) (фактически до 1938)
- Андреев, Андрей Андреевич (1939—1952)

Председатель Комитета партийного контроля при ЦК КПСС:
- Шкирятов, Матвей Фёдорович (1952—1954)
- должность вакантна, и. о. — Комаров, Павел Тимофеевич (1954—1956)
- Шверник, Николай Михайлович (1956—1966)
- Пельше, Арвид Янович (1966—1983)
- Соломенцев, Михаил Сергеевич (1983—1988)
- Пуго, Борис Карлович (1988—1990)

Председатель Центральной контрольной комиссии КПСС:
- Пуго, Борис Карлович (1990—1991)
- Махов, Евгений Николаевич (1991)

## Президиум и Бюро Президиума ЦКК КПСС
Пленумы ЦКК избирали Президиум ЦКК.
Бюро Президиума ЦКК КПСС было избрано 10 октября 1990 года. В него вошли:
- Пуго Борис Карлович — председатель ЦКК КПСС
- Махов Евгений Николаевич — первый заместитель председателя ЦКК КПСС
- Веселков Геннадий Гаврилович — заместитель председателя ЦКК КПСС
- Елисеев Евгений Александрович — заместитель председателя ЦКК КПСС
- Кодин Михаил Иванович
- Радугин Александр Львович
- Тодоров Пётр Прокопович

30 января 1991 года заместителем председателя ЦКК КПСС избран Кодин Михаил Иванович
23 апреля 1991 года Борис Карлович Пуго освобождён от обязанностей председателя ЦКК КПСС в связи с назначением министром внутренних дел СССР. Исполняющим обязанности председателя ЦКК КПСС до запрета партии 6 ноября 1991 года стал Махов Евгений Николаевич, членами Бюро Президиума ЦКК КПСС избраны:
- Гриенко Александр Иванович
- Кораблёв Николай Николаевич[6].